# Türk Telekom GSK
Türk Telekom Gençlik ve Spor Kulübü is een sportclub opgericht in 1954 te Ankara, Turkije. De club speelt in het turquoise, blauw en wit. Thuisbasis van de voetbalclub is het Demetevler Macunköystadion. Türk Telekomspor houdt zich naast voetbal ook bezig met basketbal (Türk Telekom BK) en volleybal.

## Geschiedenis
Türk Telekomspor is opgericht in 1957 onder de naam Telspor. De club heeft als PTT SK Ankara van 1960 tot en met 1971 en van 1972 tot en met 1973 gevoetbald in de Süper Lig. In deze twaalf seizoenen zijn ze nooit kampioen van Turkije geworden. Evenmin hebben ze ooit de Turkse Beker gewonnen en er is nooit een officiële wedstrijd in Europa gespeeld. Sinds zomer 2003 voetbalde de club in 1. Lig, tot het in 2007 degradeerde naar 2. Lig. Uiteindelijk degradeerde de club later ook naar het 3. Lig en vandaar degradeerde de club naar de regionale amateurreeksen.

## Gespeelde divisies
- Süper Lig: 1960-71, 1972-73
- 1. Lig: 1971-72, 1973-74, 1983-94, 1995-98, 2000-01, 2003-07
- 2. Lig: 1974-75, 1994-95, 1998-00, 2001-03, 2007-2012
- Amateurniveau: 1975-83, 2012-

## Bekende (ex-)spelers
- Yasin Karaca